# Kantorská dolina
Kantorská dolina je údolí na severní straně Velké Fatry.
Protéká jí Kantorský potok. Ze Sklabinského Podzámku vede údolím zeleně značený turistický chodník na Jarabinu a žlutě značený turistický chodník na Kľak. Údolím prochází asfaltová silnice a zeleně značená cyklostezka. Nachází se v ní obec Sklabinský Podzámok a do Turčianské kotliny vyúsťuje při Turčianské Štiavničce.